# Д’Асте, Марчелло
Марчелло д’Асте (итал. Marcello d'Aste; 21 июля 1657, Аверса, Неаполитанское королевство — 11 июня 1709, Болонья, Папская область) — итальянский куриальный кардинал, папский дипломат и доктор обоих прав. Титулярный архиепископ Афин с 10 декабря 1691 года по 14 ноября 1699 года. Апостольский нунций в Швейцарии с 18 января 1692 года по 3 сентября 1695 года. Секретарь Священной Конгрегации по делам епископов и монашествующих с 3 сентября 1695 года по 30 июня 1698 года. Президент легатства Урбино с 30 июня 1698 года по 14 ноября 1699 года. Епископ-архиепископ Анконы и Нуманы с 3 февраля 1700 года по 11 июня 1709 года. Кардинал-священник с 14 ноября 1699 года, с титулом церкви Санти-Сильвестро-э-Мартино-ай-Монти с 30 марта 1700 года по 5 августа 1704 года.